# Rubén Sierra
Rubén Angel Sierra García (nascido em 6 de outubro de 1965) é um ex-jogador profissional de beisebol da Major League Baseball que atuou como  defensor externo. Sierra tem os apelidos de El Caballo e El Indio.
Por mais de 20 temporadas, Sierra jogou pelo Texas Rangers (1986–92, 2000–01, 2003), Oakland Athletics (1992–95), New York Yankees (1995–96, 2003–05), Detroit Tigers (1996), Cincinnati Reds (1997), Toronto Blue Jays (1997), Chicago White Sox (1998), Seattle Mariners (2002) e Minnesota Twins (2006). Sierra também assinou com o Cleveland Indians no final de 1999, mas só foi liberado em março de 2000.